# Валентий, Андрей Николаевич
Андре́й Никола́евич Вале́нтий (род. 30 июня 1973, Жовтнёвое, Черниговская область) — оперный и камерный певец, ведущий солист Большого театра Беларуси, солист Большого театра России и Московского академического Музыкального театра имени К. С. Станиславского и Вл. И. Немировича-Данченко, а также Чувашского и Самарского театров оперы и балета. Живет в Минске. Заслуженный артист Республики Беларусь (2016).

## Биография

### Ранние годы и учеба
Андрей Валентий родился 30 июня 1973 года в селе Жовтневое (сейчас Покровское) Менского района Черниговской области, Украина. В детстве все свободное время проводил на аэродроме, где работал его отец. Мечтал стать летчиком. Однако случилось так, что в местном Доме Культуры создавали духовой оркестр, и Андрей в него записался. Через некоторое время оркестр распался, но Андрей уже настолько полюбил музыку и свой инструмент, что стал ездить в музыкальную школу в соседний город. А затем поступил в Черниговское музыкальное училище им. Л. Н. Ревуцкого по классу трубы. По окончании учебы в 1992 году Андрей поступил в Киевский педагогический институт имени М. П. Драгоманова (ныне Национальный педагогический университет имени М. П. Драгоманова) на факультет «Музыка и художественная культура». Чтобы поступить в консерваторию, нужен был хороший инструмент, а возможности такой в то время у семьи не было. В институте Андрей увлекся вокалом, хотя в училище даже не подозревал, что у него есть голос. Этому в неменьшей степени способствовали его учителя — Владимир Турец и педагог Киевской государственной консерватории им. П. И. Чайковского (ныне Национальная музыкальная академия Украины имени П. И. Чайковского) Любовь Крыжановская. Он начал петь в хоре института. В 1993-96 гг. был солистом хора мальчиков Киевской специальной музыкальной школы-интерната для одаренных детей при Киевской консерватории, с коллективом которого выступал во Франции, Германии, Бельгии, Испании, Голландии, Венгрии. После окончания института в 1996 году Андрей был принят в консерваторию имени Н. А. Римского-Корсакова в Санкт-Петербурге по классу вокала (класс народного артиста России профессора Г. Селезнева). В 2001 году он окончил консерваторию и в 2003 году — аспирантуру при консерватории.

### Карьера и гастроли
Еще будучи студентом второго курса консерватории, Андрей начинает свою исполнительскую деятельность с выступлений в спектаклях Государственного театра оперы и балета Санкт-Петербургской консерватории, где за пять лет исполнил следующие партии: Бертран, Король Рене («Иоланта» П. Чайковского), Гремин («Евгений Онегин» П. Чайковского), Дон Базилио («Севильский цирюльник» Дж. Россини), Собакин («Царская невеста» Н. Римского-Корсакова), Старый цыган («Алеко» С. Рахманинова), Мефистофель («Фауст» Ш. Гуно). В 2001 году участвует в мастер-классах Владимира Атлантова.
В 2002 году в составе «Трио басов» с Борисом Штоколовым и Евгением Нестеренко выступил в Московском Международном Доме Музыки с программой русского романса.
С Национальным академическим оркестром народных инструментов им. Н. П. Осипова записал сольный диск «Популярные романсы и песни».
C 2005 года, после дебюта в партии Мусоргского в опере Л. Десятникова «Дети Розенталя», является приглашенным солистом Государственного академического Большого театра России. В репертуаре солиста около 20 партий басового репертуара. Выступал под управлением дирижеров А. Ведерникова, Ю. Темирканова, В. Федосеева, М. Ростроповича, В. Чернушенко, Ю. Башмета, М. Плетнева и др.
С сольными концертами выступал в залах Московской и Санкт-Петербургской филармоний, Кремлёвском дворце, Государственном центральном концертном зале «Россия», Малом зале имени А. К. Глазунова Санкт-Петербургской консерватории.
С 2009 года — ведущий солист Большого театра Беларуси.
В 2014 году дал сольный концерт в Московском международном Доме музыки.
В 2014 году участвовал в проекте Open Air в постановке оперы «Князь Игорь» на Соборной площади в Астрахани.
С 2015 участвует в постановке и премьерных показах «Хованщины» в Московского академического Музыкального театра имени К. С. Станиславского и Вл. И. Немировича-Данченко.
Гастролировал во Франции, Германии, Великобритании, Бельгии, Нидерландах. В Италии выступал в театре «Ла Скала с Евгением Онегиным» и ораторией «Иисус Навин» М. Мусоргского в 2009 году. Участвовал в фестивале в Финляндии («Борис Годунов» и «Дети Розенталя») в 2007 году и Словении («Борис Годунов») в 2007 году.
В 2018 году принял участие в летнем фестивале искусств SummerScape в «Бард-колледже в штате Нью-Йорк (князь Гудал в Демоне» А. Рубинштейна).

## Репертуар
Захария, Верховный жрец («Набукко» Дж. Верди)
Гремин («Евгений Онегин» П. Чайковского)
Дон Базилио («Севильский цирюльник» Дж. Россини)
Собакин («Царская невеста» Н. Римского-Корсакова)
Коллен («Богема» Дж. Пуччини)
Король Рене («Иоланта» П. Чайковского)
Мороз («Снегурочка» Н. Римского-Корсакова)
Досифей, Иван Хованский («Хованщина» М. Мусоргского)
Рамфис («Аида» Дж. Верди)
Кончак, Галицкий («Князь Игорь» А. Бородина)
Тимур («Турандот» Дж. Пуччини)
Банко («Макбет» Дж. Верди)
Зарастро («Волшебная флейта» В. А. Моцарта)
Мефистофель («Фауст» Ш. Гуно)
Старый цыган («Алеко» С. Рахманинова)
Сурин («Пиковая дама» П. Чайковского)
Варяжский гость («Садко» Н. Римского-Корсакова)
Борис Годунов, Пимен, Пристав («Борис Годунов» М. Мусоргского)
Мендоза («Дуэнья» С. Прокофьева)
Дон Бартоло («Свадьба Фигаро» В. А. Моцарта)
Сальери («Моцарт и Сальери» Н. Римского-Корсакова)
Мельник («Русалка» А. Даргомыжского)
Мусоргский, Второй соратник Розенталя («Дети Розенталя» Л. Десятникова)
Распорядитель бала, Генерал Бельяр, Капитан Рамбаль («Война и мир» С. Прокофьева)
Гусляр («Сказание о невидимом граде Китеже и деве Февронии» Н. Римского-Корсакова)
Князь Гудал («Демон» А. Рубинштейна)
Сольные партии в Реквиеме Г. Форе, в Реквиеме В. А. Моцарта, в Магнификате И. С. Баха, в Девятой симфонии Л. ван Бетховена.

## Дискография
Записал сольный диск «Популярные романсы и песни» при участии Национального академического оркестра народных инструментов им. Н. П. Осипова, дирижер Николай Калинин.
В 2000 г. участвовал в записи Девятой симфонии Л. ван Бетховена с хором и оркестром Бирмингеймского университета Архивная копия от 15 августа 2018 на Wayback Machine (Великобритания), дирижер Роберт Микли.